# Heiko von der Leyen
Heiko Echter von der Leyen (Hannover, 2 de junio de 1955) es un profesor universitario y médico alemán. Von der Leyen está casado con Ursula von der Leyen, presidenta de la Comisión Europea desde 2019.

## Biografía
Hijo del médico Ulrich von der Leyen (1918-1992) y su esposa Cornelia Maria Groth (1922-2014), procede de la familia Von der Leyen, una familia noble alemana de mercaderes e industriales de seda que construyeron un importante negocio textil en Krefeld. 
Heiko Echter von der Leyen estudió medicina en las universidades de Hamburgo, la Universidad Médica de Hannover (MHH) y Stanford, (Estados Unidos). A continuación, continuó como un miembro de la facultad de la Universidad de Stanford en la investigación, centrándose en la terapia génica cardiovascular. Habilitó en la Escuela de Medicina de Hannover (MHH) en 1998 y trabajó como profesor excepcional para la medicina interna y la cardiología experimental en el MHH (departamento de la cardiología y de la angiología).
Al mismo tiempo, fue responsable de ARTISS GmbH, fundada en julio de 2001 en Hannover. En colaboración con la Universidad Médica de Hannover (MHH) (Laboratorios de Investigación Leibniz para Biotecnología y Órganos Artificiales, LEBAO), ARTISS GmbH - desarrolló nuevas válvulas cardíacas mitrales biológicas basadas en células corporales (del sistema vascular del receptor, o incluso células madre o médula ósea).
El 6 de octubre de 2005, Hanoverimpuls GmbH fundó la Hannover Medical School (MHH) y Hanover (fundada el 1 de abril de 2003 como empresa de desarrollo económico de la capital del estado y región de Hannover) como proveedor de servicios para ensayos clínicos, cuyo director era H. der Leyen.
Desde septiembre de 2020, el médico es director científico de la empresa biofarmacéutica estadounidense «Orgenesis». Este hecho significó que se cuestionara un posible conflicto de interés de su esposa, en el contexto de la investigación de la Fiscalía Europea por la compra de vacunas contra la COVID-19.

## Familia
Heiko von der Leyen está casado con la política de la CDU, Ursula von der Leyen (nacida. Albrecht) quien es una política alemana, actual presidenta de la Comisión Europea, exministra de Defensa desde 2013 hasta 2019 y ministra de Trabajo y Asuntos sociales desde 2009 hasta 2013 y exministra de Personas de la Tercera edad, de la Mujer y los Jóvenes desde de 2005 a 2009. Con ella tiene siete hijos.